# 哈尔滨金融学院
哈尔滨金融学院，简称哈金院，是中华人民共和国的一所全日制本科公办省属普通高等学校，位于黑龙江省哈尔滨市香坊区。
学院前身是东北银行黑龙江省分行和松江省分行于1950年6月创办的银行干部培训班。1972年12月，黑龙江省革命委员会批准黑龙江省人民银行创办黑龙江省银行学校；1980年，更名为黑龙江银行学校。1983年2月，哈尔滨金融专科学校成立，与黑龙江银行学校合署办公；1992年，更名为哈尔滨金融高等专科学校；2003年6月，黑龙江银行学校并入哈尔滨金融高等专科学校；2010年，升格为哈尔滨金融学院。
截至2021年5月，学院占地面积65.89万平方米，校舍建筑面积30.2万平方米；有教职工724人，全日制在校生1万余人；设有11个教学系部，开设23个本科专业和7个高职专科专业，涵盖经、管、文、法、工五个学科门类。